# Ammospermophilus leucurus
Ammospermophilus leucurus — денний вид ховрахів з родини Sciuridae, поширених у посушливих регіонах південного заходу США та півострова Нижня Каліфорнія на північному заході Мексики.

## Морфологічна характеристика
A. leucurus має довжину від 18 до 23 см і вагу від 100 до 140 г. Вид має коричневий колір і білий хвіст. Вони живуть у пустелях, напівпустелях і на піщаних рівнинах з невеликим трав'яним покривом, де вони можуть добре копати, щоб уникнути спеки та хижаків (зокрема, лисиць, рисей, хижих птахів, гримучих змій).

## Спосіб життя
A. leucurus їдять насіння, фрукти та коріння, а також, можливо, комах. Їжа зберігається в защічних мішках.